# Modello nomologico-deduttivo
Il modello nomologico-deduttivo (spesso abbreviato in modello D-N, dall'inglese Deductive-Nomological) è un modello inteso a chiarire la natura della spiegazione scientifica proposto da Carl Gustav Hempel e Paul Oppenheim nel loro articolo Studies in the Logic of Explanation del 1948. Si fa riferimento ad esso anche con il nome modello a legge di copertura, sebbene non sia l'unico modello a richiedere l'uso di leggi di natura.

## Premesse
Il modello nomologico-deduttivo è diventato un classico della filosofia della scienza, e fu in seguito alla sua formulazione che nacque il dibattito filosofico sulla natura della spiegazione scientifica. Nel lessico utilizzato da Hempel, l'insieme delle conoscenze necessarie alla spiegazione di un fenomeno viene detto explanans: questo comprende una o più leggi di copertura e delle condizioni iniziali. Il fenomeno di cui si deve fornire la spiegazione viene detto invece explanandum. Le due caratteristiche fondamentali del modello sono:
- è un modello, sebbene non l'unico, a legge di copertura: questo significa che l'explanans deve contenere una legge di natura.
- è un modello deduttivo, ovvero l'explanandum deve essere ricavato attraverso un'argomentazione deduttivamente valida dall'explanans.

## Formulazione del modello
Le condizioni generali necessarie per l'applicazione del modello sono:
1. la spiegazione dev'essere un argomento deduttivo valido.
2. l'explanans deve contenere almeno una legge generale.
3. l'explanans deve avere contenuto empirico.
4. gli enunciati che costituiscono l'explanans devono essere veri.

Le prime tre condizioni sono formali, mentre l'ultima è empirica. Se tutte le condizioni sono verificate, si avrà un argomento valido con premesse vere: da questo seguirà che la conclusione è vera, ossia che l'explanandum è stato spiegato.